# Ник Чинлунд
Заре Николас Чинлунд или Чинланд (енгл. Zareh Nicholas Chinlund; Њујорк, рођен 18. новембра 1961) је амерички глумац.
Чинлунд је глумио у филмовима на великом платну, укључујући Јецаји сунца (2003), Ридикове хронике (2004), у режији Дејвида Туија, који је такође режирао Чинлунда у подводном трилеру Испод површине (2002), и Ултравиолет (2006). Такође је поновио своју улогу у серији Досије икс као Дони Пфастер у епизоди седме сезоне под називом „Орисон”. Чинлунд је такође био у Дан обуке, Брисач и Легенда о Зороу. Чинлунд је такође играо америчко-индијског председника и извршног директора казина, „шефа Дага Смита” у епизоди четврте сезоне „Кристофер” хит ХБО оригиналне серије, Породица Сопрано. Године 2009. појавио се у Касл-у. Године 2010. појавио се у серији Др Хаус.